# 卡佐莱里斯
卡佐莱里斯（法語：Cazaux-Layrisse）是法国上加龙省的一个市镇，属于圣戈当区（Saint-Gaudens）圣贝阿县（Saint-Béat）。该市镇总面积2.76平方公里，2009年时的人口为68人。

## 人口
卡佐莱里斯人口变化图示